# ظربان مفنطس مخطط
الظربان المفنطس المخطط (الاسم العلمي: Conepatus semistriatus)، نوع من جنس الظربان المفنطس. أعطانه في أمريكا الوسطى والجنوبية (من جنوب المكسيك إلى شمال بيرو، وفي أقصى شرق البرازيل). يعيش في مجموعة واسعة من الموائل بما في ذلك الغابات المنخفضة والغابات الجافة وأحيانًا في الغابات المطيرة.

## معرض صور

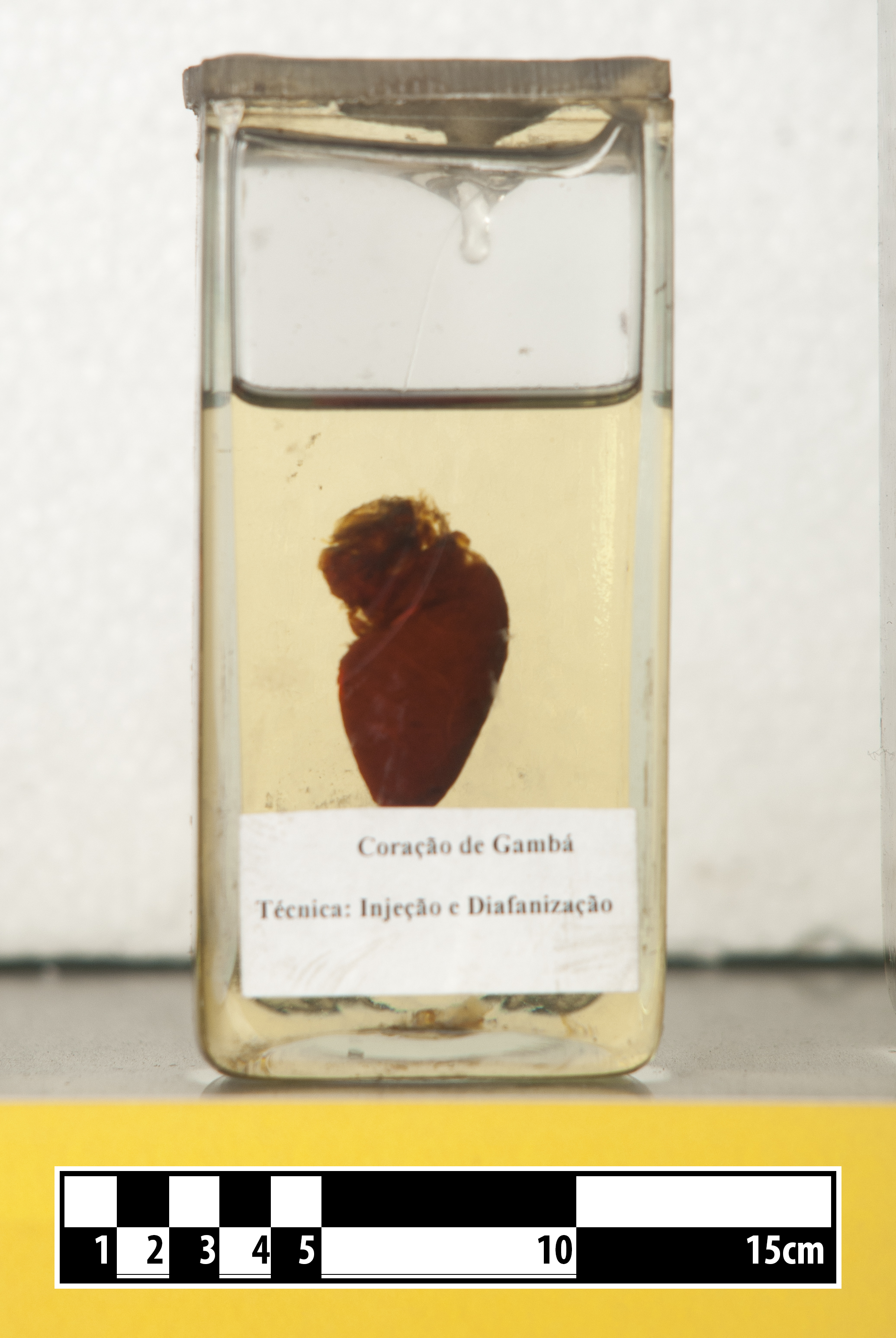
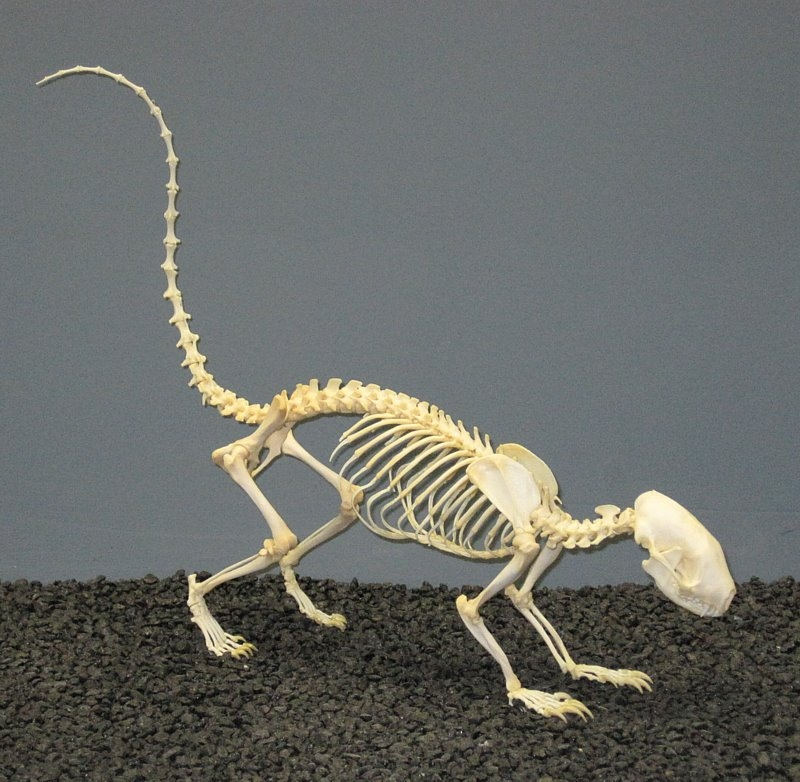
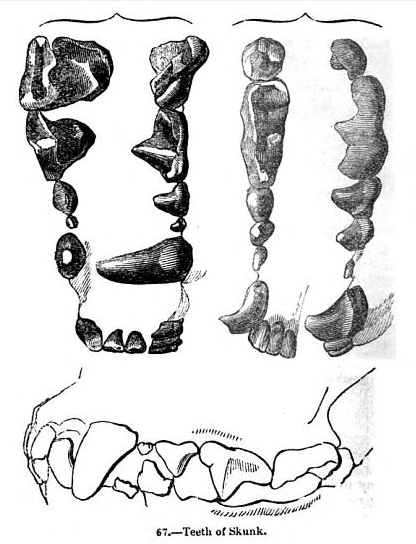